# (33750) Davehiggins
(33750) Davehiggins est un astéroïde de la ceinture principale.

## Description
(33750) Davehiggins est un astéroïde de la ceinture principale. Il fut découvert le 6 septembre 1999 à Fountain Hills (Arizona) par Charles W. Juels. Il présente une orbite caractérisée par un demi-grand axe de 2,79 UA, une excentricité de 0,32 et une inclinaison de 32,7° par rapport à l'écliptique.

## Compléments